# 룩셈부르크 공자 펠릭스
룩셈부르크 공자 펠릭스(Prince Félix of Luxembourg, Prince of Bourbon-Parma and Prince of Nassau, 1984년 6월 3일 ~ )는 룩셈부르크 대공 앙리와 룩셈부르크 대공비 마리아 테레사의 둘째 아들이다.